# Robert Hecquet (graveur)
Pour les articles homonymes, voir Robert Hecquet et Hecquet.
Robert Hecquet, né en 1693 à Abbeville et mort en 1775 à Abbeville ou Paris, est un graveur, auteur, éditeur, imprimeur, marchand d'estampes et libraire français.

## Biographie
Robert Hecquet naît en 1693 à Abbeville, dans la province de Picardie, le fils de Jacques Hecquet, négociant et marchand bourgeois d'Abbeville, et de Claire Germain,,,.
Arrivé à maturité, Robert Hecquet opte pour le métier de graveur et de marchand d'estampes et part s'installer à Paris vers 1720, à environ 150 kilomètres au sud. Bien établi à Paris, Hecquet a notamment eu comme élève trois de ses concitoyens d'Abbeville : Jacques Aliamet, Jacques Firmin Beauvarlet et Jean Daullé, tous les trois devenus de réputés graveurs,,. Le mentorat de Hecquet peut se faire sentir du côté de Daullé, pour qui il s'est pris d'affection. Il est rapporté dans les Mémoires d'Abbeville que Hecquet a développé « pour le jeune Daullé une sollicitude toute particulière; il le nourrit dans sa maison, lui donna des leçons, et lui fit graver d'assez grandes planches de thèses, d'après les dessins de différents maitres de l'époque »,,.
Yves Bruand et Michèle Hébert attestent l'existence d'au moins quatorze gravures attribuées à Robert Hecquet, puis douze autres qui proviennent de son atelier à l'Image St-Maur. Quelques autres gravures sont également répertoriées par le British Museum. Des catalogues lui sont aussi connus, dont ceux portant sur l’œuvre de François de Poilly et les estampes gravés d’après Pierre Paul Rubens, ainsi qu’un éloge senti envers un de ses contemporains : l’artiste-graveur Jacques-Philippe Le Bas. Emmanuel Bénézit indique, en vertu du peu de productions artistiques de la part de Hecquet, qu'il ne paraît pas avoir réussi à Paris.
À Paris, Robert Hecquet a résidé sur la rue Saint-Jacques dans la paroisse de Saint-Benoit puis à la Place Cambrai (aussi orthographiée Cambray), tout près de son lieu de travail, soit l'Image St-Maur,,.
Il épouse Marguerite Godefroy et les deux ont une fille, Catherine-Marguerite Hecquet, qui décède à l'âge de 11 ans en 1733. Aucun autre enfant n'est connu du couple. La nièce de Hecquet finira par épouser son ancien élève,  Jacques Aliamet, et c’est lui qui devient le parrain de leur enfant nommé Jacques-Robert Aliamet.
En 1765, Robert Hecquet se retire de Paris pour retourner à sa ville natale d'Abbeville,.
Il meurt en 1775 à l'âge de 82 ans, bien que les sources hésitent à savoir s'il est décédé à Abbeville ou Paris,.

## Galerie

Quelques gravures de Robert Hecquet
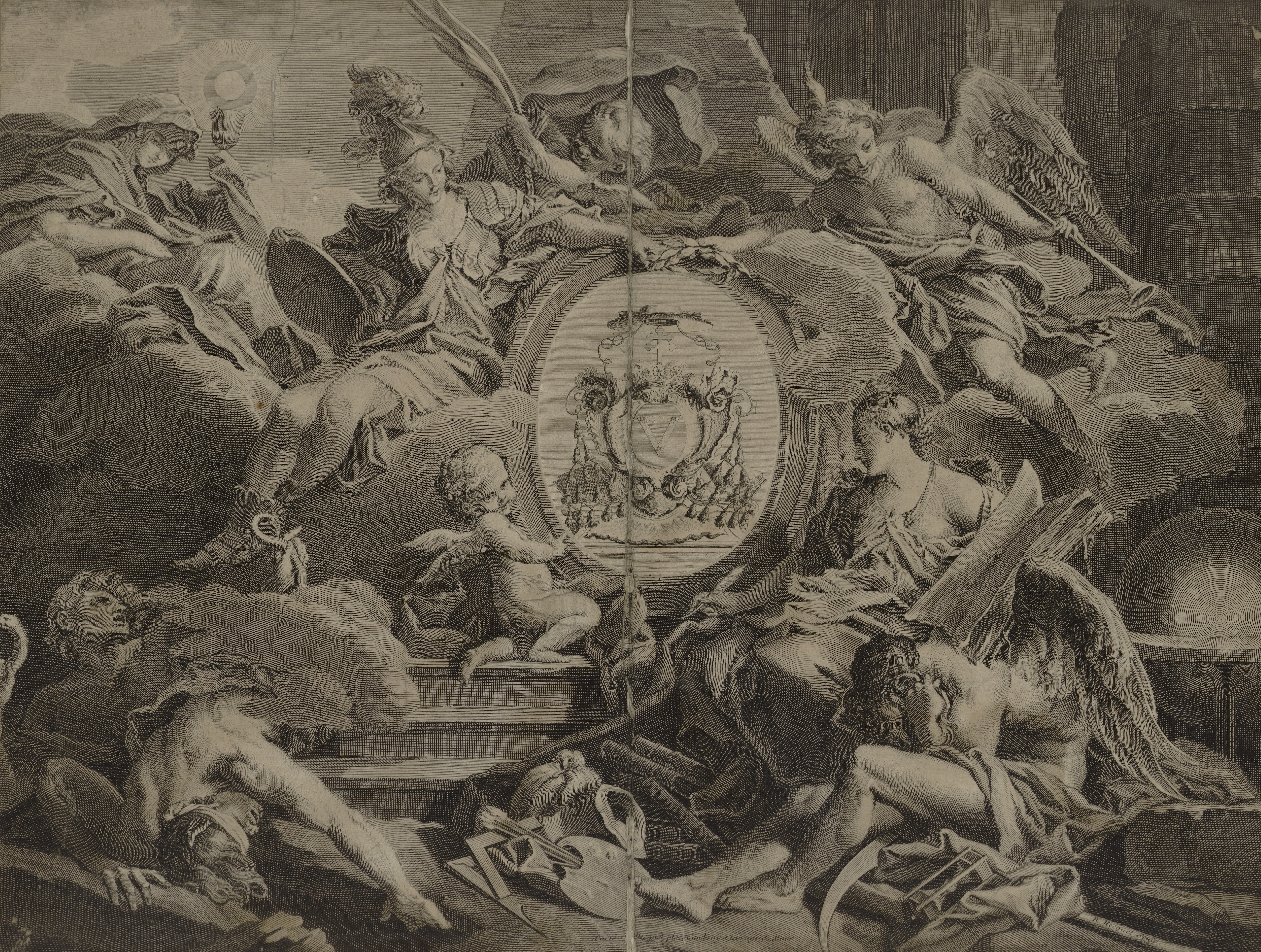
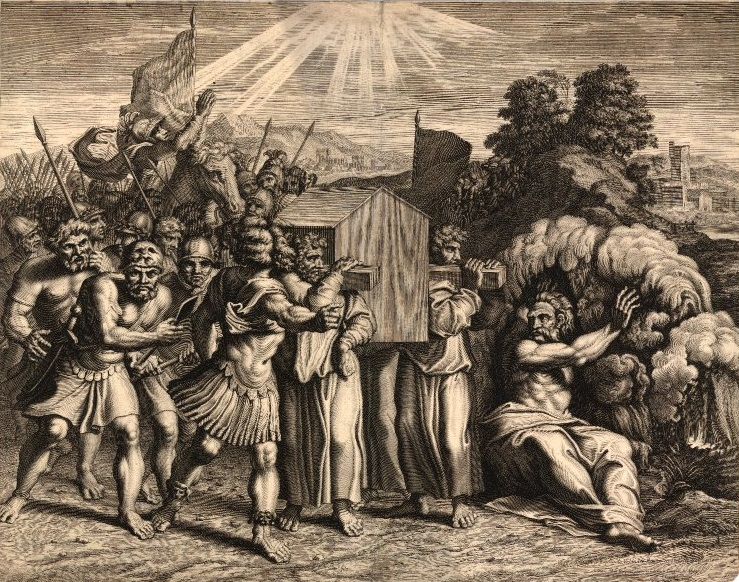
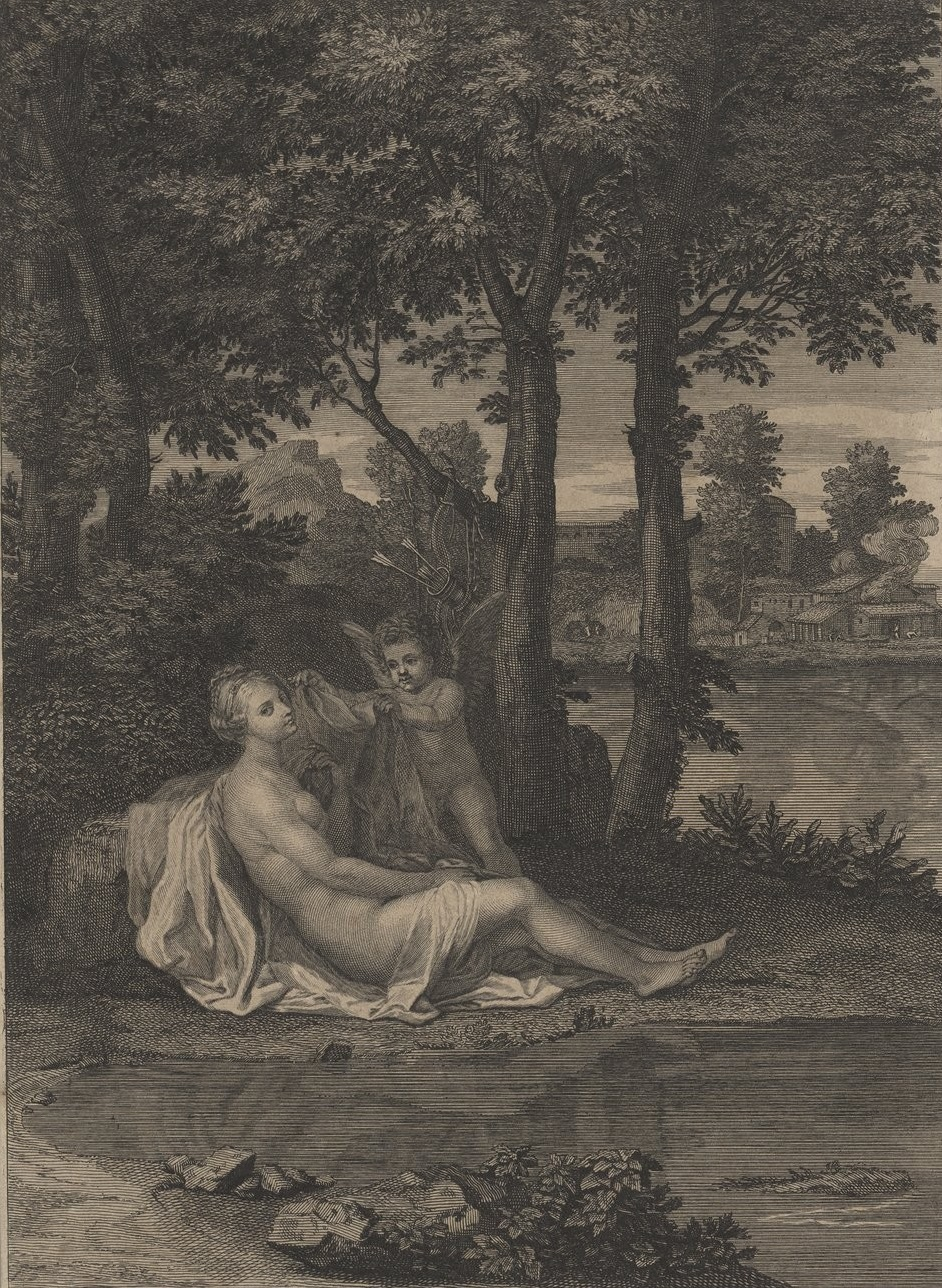
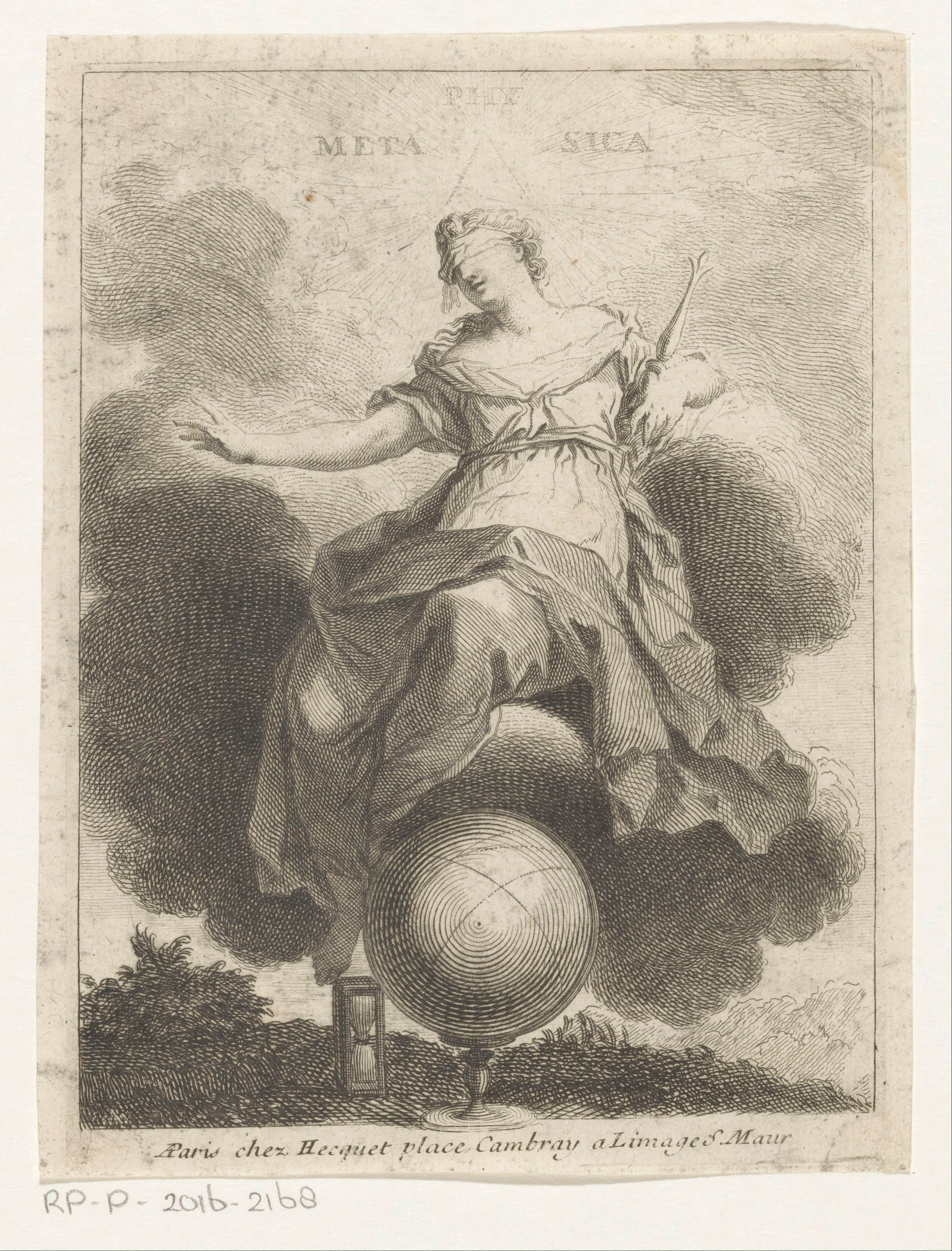
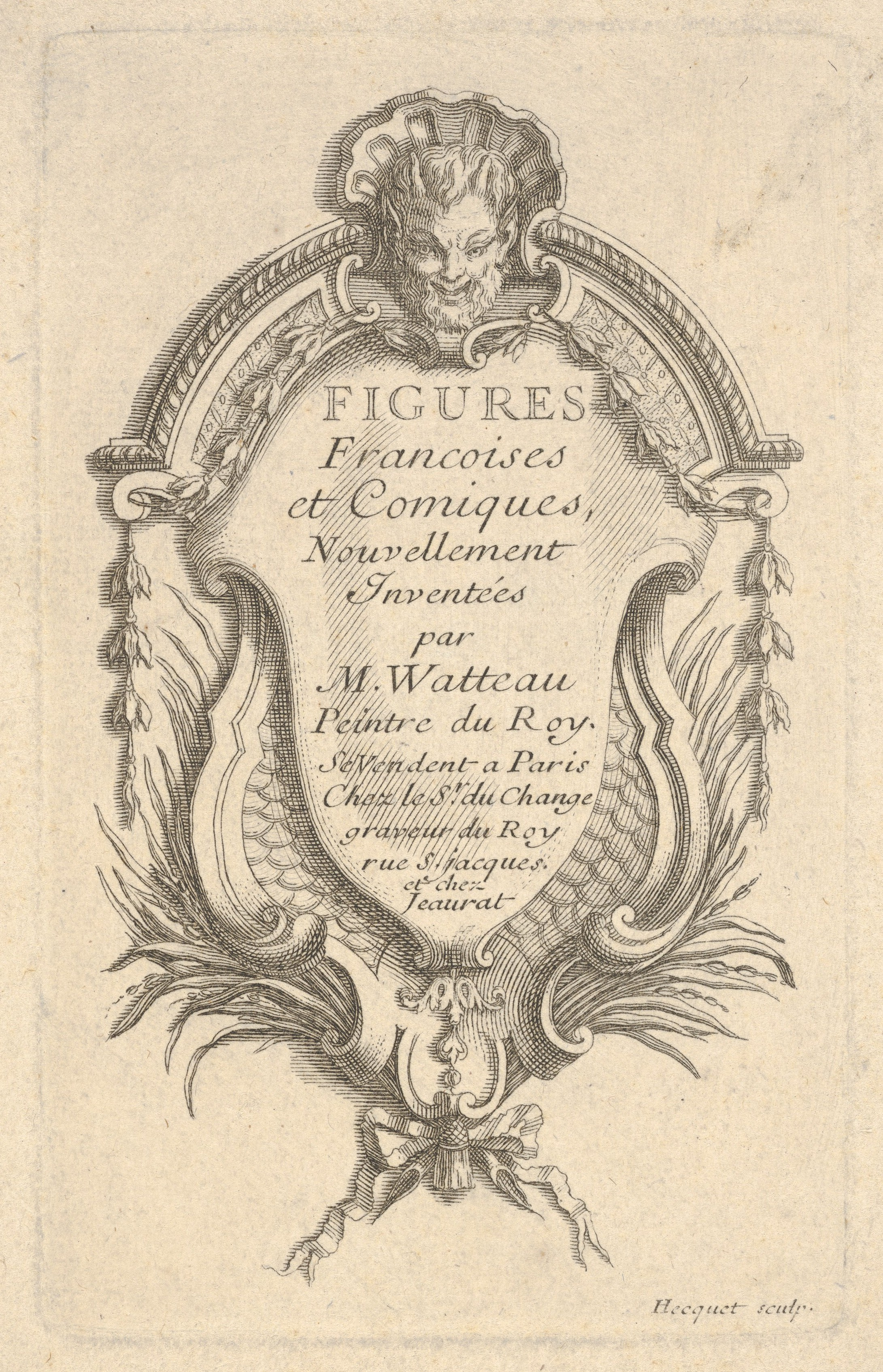
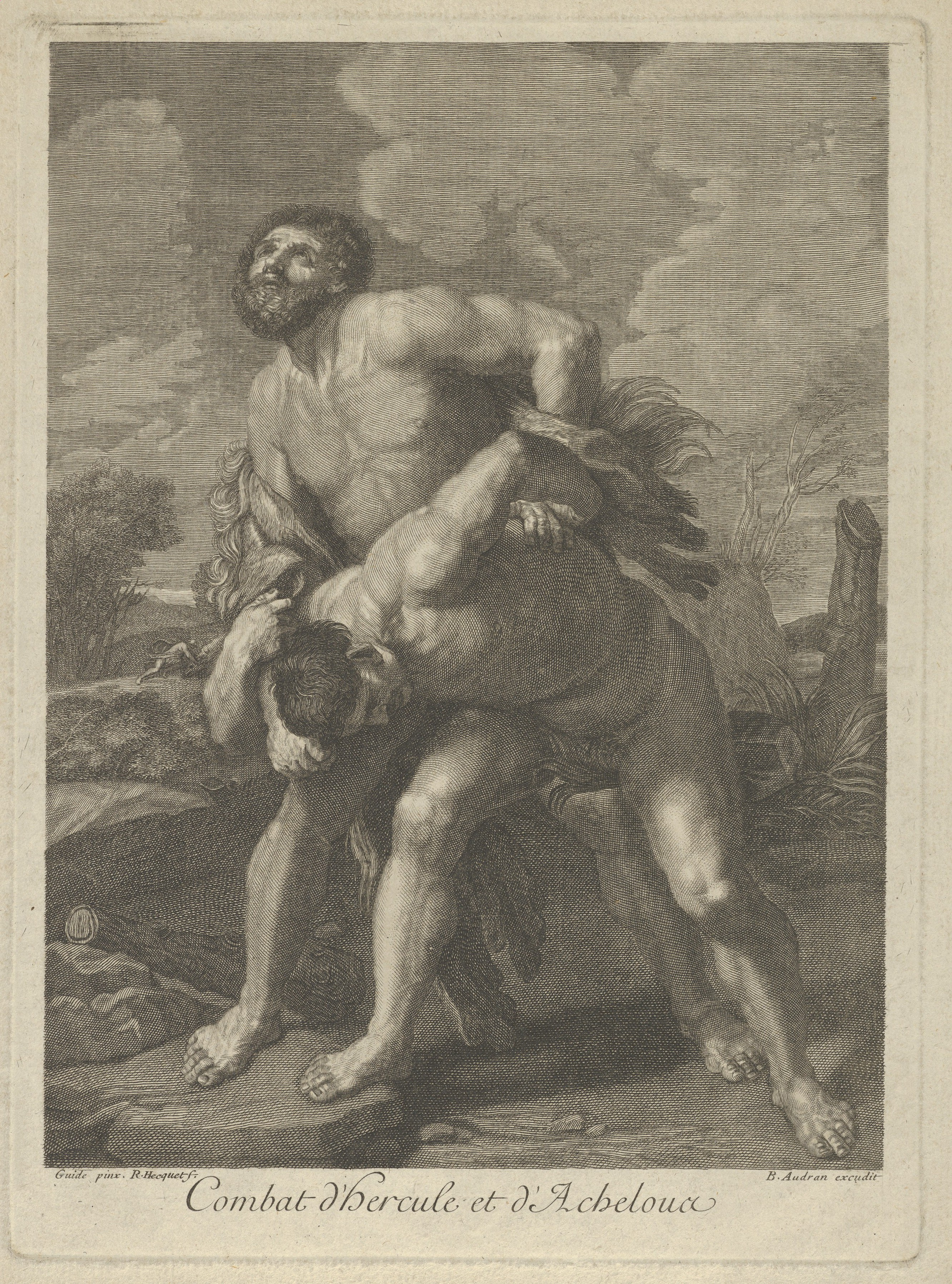

## Ouvrages
- Robert Hecquet, Éloge historique de M. Le Bas, France, vers 1750, 49 p. (lire en ligne)
- Robert Hecquet, Catalogue des estampes gravées d'après Rubens , auquel on a joint l'oeuvre de Jordaens et celle de Wisscher, avec un secret pour blanchir les estampes et ôter les taches d'huile, Paris, France, Chez Briasson, Libraire, rue S.Jacques, à la Science. Charles-Antoine Jombert, Libraire du Roi pour l'Artillerie et le Génie, rue Dauphine, à l'Image N. D., 1751, 194 p. (lire en ligne)
- Robert Hecquet, Catalogue d'estampes des meilleurs maîtres d'Italie, de Flandres, de France, et de toutes les écoles célèbres, dont la vente se fera le 28 février 1752, sur le Quay de l'École, dans une Maison à porte-cochère, à côté de la rue des Poulies., Paris, France, Duchesne, Libraire, rue S.Jacques au-dessus des Mathurins, au Temple du Goût, 1752, 84 p. (lire en ligne)
- Robert Hecquet, Catalogue de l'œuvre de F. De Poilly, graveur ordinaire du roi, avec un extrait de sa vie, où l'on joint un Catalogue des Estampes gravées par Jean Wischer et autres graveurs, d'après les tableaux de Wauvermans. Avec un secret pour décoller les dessins à l'encre de la Chine, et au Bistre, etc. Le tout recueilli par R. Hecquet, graveur, Paris, Chez Duchesne, Libraire, rue Saint Jacques, Au-dessous de la Fontaine Saint Benoît, au Temple du Goût, 1752, 140 p. (lire en ligne)
- Robert Hecquet, « François de Poilly, graveur ordinaire du roi », Revue universelle des arts, t. 20,‎ 1865, p. 399-401 (lire en ligne)